# Club Social y Deportivo Sayago
Club Social y Deportivo Sayago es un club ubicado en el barrio de Sayago, Montevideo, Uruguay. Su principal actividad deportiva es el baloncesto y compite en la Liga Uruguaya de Ascenso, aunque también se practican otro tipo de disciplinas, como fútbol 5, voleibol, natación, etc.

## Historia
El club es el resultado de la sucesión de instituciones, que surgieron en el barrio del mismo nombre en la década de 1920 y 1930, y de fusiones que en abril de 1952 desembocaron en la asamblea de socios que aprobó la denominación actual.
En 1983, se estableció 15 de noviembre de 1923 como fecha de fundación del club debido a que corresponde al inicio de las actividades de Centro Recreativo Progreso, primera institución de Sayago (Racing Club de Montevideo es de 1919, pero nació en Reducto).
Paralelamente, sobre las calles Ariel y Sayago, surgieron Club Social Sayago Ferroviario (10 de febrero de 1927), Biblioteca Popular Sayago que posteriormente se denominó Club Social Sayago (25 de agosto de 1931), Centro Atlético y Social Túnel (3 de enero de 1934) y Club de Basketball Progreso de Sayago (27 de marzo de 1935).
Durante casi tres décadas la actividad deportiva de Sayago -exitosa en algunos casos- transcurrió por diferentes caminos, pero todos terminaron el 27 de abril de 1952 en el nacimiento de Club Social y Deportivo Sayago, cuyo nombre fue adjudicado por la localidad.
Los intentos por nuclear a todos los clubes en una sola institución comenzaron en 1948, oportunidad en la que Club Social Sayago, Centro Atlético y Social Túnel y Club de Basketball Progreso de Sayago iniciaron las conversaciones para fusionarse. Incluso participó Racing Club de Montevideo.
El 14 de noviembre de 1949 dirigentes y socios de Progreso no aceptaron integrarse en las condiciones en que se iba a concretar la fusión -pretendían un mayor protagonismo en la directiva- por lo que sólo se unieron Sayago y Túnel, y surgió Centro Atlético Sayago Túnel. Casi tres años después, el 27 de abril de 1952, se produjo el enlace definitivo con Progreso de Sayago, el que se extendió hasta estos días.
Finalmente se fusionaron Racing, Túnel, Progreso de Sayago y Sayago.
A lo largo de sus 8 décadas Club Social y Deportivo Sayago sólo participó en 6 Federales de Primera División de basquetbol y la mejor campaña la realizó en 1953 (culminó noveno). Además fue el campeón Nacional y Rioplatense en bocha y voleibol femenino.
Institucionalmente atravesó situaciones críticas hasta que 2003 lo encontró fuerte social, deportivamente y en su infraestructura, que apuntaló con la inauguración del gimnasio con piso flotante. Durante los siguientes años se realizaron algunas reformas al estadio, como la construcción de la tribuna Socios Fundadores, arriba de los vestuarios y el traslado de la grada de madera para el aro opuesto. También se mejoraron las instalaciones que proporcionaban agua caliente para los vestuarios.
En el año 2004, su plantel de basquetbol obtuvo el ascenso a la Liga Uruguaya tras vencer 2-1 en semifinales a Nacional. Se mantuvo disputando la Liga en forma ininterrumpida hasta la temporada 2014/2015 en que desciende al Torneo Metropolitano. El 21 de septiembre del año 2015 obtiene nuevamente el ascenso, para disputar la Liga Uruguaya 2016/ 2017.
En la Liga Uruguaya 2016/2017 termina décimo segundo, empatado a puntos con Unión Atlética. Pero en la fase de permanencia logra ganar solo 3 partidos, decretandose así su descenso por adelantado.
En el Torneo Metropolitano 2017, Sayago arma un equipo con aspiraciones a ascender, sin embargo no puede obtener el primer lugar debido a una quita de puntos y que el equipo de Atenas obtuvo más puntos. Al quedar segundo, se enfrenta a Tabaré con ventaja deportiva de 1-0, y ganando el primer y tercer partido logra obtener el ascenso a la Liga Uruguaya 2018/19.

## Jugadores
| Plantel 2017   | Plantel 2017        | Plantel 2017 | Plantel 2017        | Plantel 2017 |
| -------------- | ------------------- | ------------ | ------------------- | ------------ |
| Número         | Nombre de Jugador   | Posición     | Fecha de Nacimiento | Altura       |
| 11             | Gabriel Torales     |              | 1999-10-21          | 190          |
| 4              | Diego Andrade       | Base         | 1997-08-27          |              |
| 4              | Mateo Dogliotti     | Base         | 2000-03-17          | 183          |
| 5              | Enrique Elhordoy    | Pívot        | 1979-10-20          | 203          |
| 6              | Rodrigo Brause      | Alero        | 1995-07-10          | 194          |
| 7              | Leonardo Berhau     |              |                     |              |
| 7              | Matias Lado         | Base         | 1984-05-01          | 174          |
| 8              | Juan Garbarino      | Escolta      | 1989-04-28          | 185          |
| 10             | Gerardo Fernández   | Escolta      | 1986-01-12          | 190          |
| 11             | Lucas Bonet         | Base         | 1997-11-23          | 180          |
| 11             | Tomas De León       | Alero        | 1999-07-07          |              |
| 11             | Agustín Gerlado     |              | 1995-10-17          | 190          |
| 12             | Nahuel Lemos        | Pívot        | 1999-03-13          | 196          |
| 17             | Emiliano González   | Ala pívot    | 1988-12-07          | 201          |
| 26             | Martín Perdomo      | Base         | 1995-09-10          | 180          |
| 50             | Paul Harrison       | Ala pívot    | 1989-06-29          | 203          |
| Cuerpo técnico |                     |              |                     |              |
|                | Nicolás Díaz Grecco | Entrenador   | Entrenador          | Entrenador   |